# Syfania kansunia
Syfania kansunia är en fjärilsart som beskrevs av Felix Bryk 1942. Syfania kansunia ingår i släktet Syfania och familjen nattflyn. Inga underarter finns listade i Catalogue of Life.